# Rudolf Sieber
Pour les articles homonymes, voir Sieber.
Rudolf Sieber (né le 20 février 1897 à Aussig, en Bohême, Autriche-Hongrie - décédé le 24 juin 1976 à Sylmar, Californie, aux États-Unis) était un réalisateur américain d'origine allemande.

## Biographie
Alors jeune régisseur -en fait assistant casting director- il épousa Marlène Dietrich, le 17 mai 1923, qui va devenir une célèbre actrice et chanteuse. Le 13 décembre 1924, Dietrich met au monde leur fille unique Maria Riva (née Maria Elisabeth Sieber à Berlin). 
Après cet accouchement, Dietrich annonce à son mari qu'il n'est plus question de partager le même lit, aussi mènent-ils des vies privées parallèles. Bien qu'ils n'aient jamais divorcé, Marlène a de nombreux amants, dont Jean Gabin, tandis que Rudolf prend une maîtresse, Tamara Matul, à laquelle il reste fidèle jusqu'à la mort de cette dernièredans un hôpital psychiatrique. 
Dans son livre Dietrich par sa fille, Maria Riva raconte que ses parents, ne tolérant pas que Tamara Matul ait des enfants, forçaient celle-ci à subir de nombreux avortements. Elle sombra peu à peu dans la dépression puis la folie. Comme elle entendait des voix, son amant l'interna sans problème et sans remords.
Excédé par la vie citadine, Rudolf, dit Rudi par ses amis, achète en 1953 une ferme dans la San Fernando Valley. Il se lance alors dans la production d'œufs avec quelque 9000 poules.
Malgré leur vie séparée et contraire, Dietrich est présente pour son mari, notamment quand celui-ci, en 1944, est atteint d'une pneumonie et aussi, en 1956, quand il est victime d'une crise cardiaque. 
Rudolf Sieber meurt le 24 juin 1976 d'un cancer de la prostate à Sylmar. Il est enterré au Hollywood Forever Cemetery à Los Angeles. Une simple plaque, presque anonyme, porte juste son diminutif Rudi avec sa date de naissance et de décès.

## Filmographie partielle
Luther – Ein Film der deutschen Reformation d'Hans Kyser (assistant réalisateur).

## Sources
- Jean C. Bosquet, interview in Milwaukee Sentinel, 13 mars 1960: Rudolf Sieber Talks: Eggs, Marriage and Marlene Dietrich
- Sur Find-a-Grave (la plaque funéraire portant juste son prénom se situe section 13, lot 351, tombe 7).